# Stylodipus
Genre
Le genre Stylodipus comprend des espèces de la famille des Dipodidae appelées gerboises à trois doigts.

## Liste des espèces
Selon Mammal Species of the World (version 3, 2005)  (29 mai 2016),  ITIS (29 mai 2016) et NCBI (29 mai 2016) :
- Stylodipus andrewsi Allen, 1925 — Gerboise à petite queue à trois doigts[réf. souhaitée]
- Stylodipus sungorus Sokolov et Shenbrot, 1987
- Stylodipus telum (Lichtenstein, 1823)